# تاريخ مصر الإسلامية
بدأ الحكم الإسلامي لمصر في عهد الخلفاء الراشدين 640-661م وشمل العصور التالية:
| أسم الدولة          | فترة الدولة                    | زمن الدولة   |
| ------------------- | ------------------------------ | ------------ |
| الفتح الإسلامي لمصر | (19 - 41 هـ / 640 - 662 م)     | 22 هـ/م      |
| الأمويون            | (41 - 132 هـ / 662 - 750 م)    | 91 هـ/88 م   |
| العباسيون           | (132 - 254 هـ / 750-868 م)     | 122 هـ/118 م |
| الطولونيون          | (254 - 292 هـ / 868 - 905 م)   | 38 هـ/37 م   |
| العباسيون           | (292 - 323 هـ / 905 - 935 م)   | 31 هـ/30 م   |
| الإخشيديون          | (323 - 358 هـ / 935 - 969 م)   | 35 هـ/34 م   |
| الفاطميون           | (358 - 567 هـ / 969 - 1171 م)  | 209 هـ/202 م |
| الأيوبيون           | (569 - 649 هـ / 1174 - 1252 م) | 80 هـ/78 م   |
| المماليك            | (649 -922 هـ /1252 - 1517 م)   | 273 هـ/265 م |
| العثمانيون          | (922 - 1333 هـ /1517 - 1914 م) | 411 هـ/397 م |

## الفتح الإسلامي
شكَّل الفتحُ الإسلامي مصر امتدادًا لِفتح الشَّام، وقد وقع بعد تخليص فلسطين من يد الروم، وقد اقترحهُ الصحابيّ عمرو بن العاص على الخليفة عُمر بن الخطَّاب بِهدف تأمين الفُتوحات وحماية ظهر المُسلمين من هجمات الروم الذين انسحبوا من الشَّام إلى مصر وتمركزوا فيها. ولكنَّ عُمرًا كان يخشى على الجُيوش الإسلاميَّة من الدخول لِأفريقيا ووصفها بأنَّها مُفرِّقة، فرفض في البداية، لكنَّهُ ما لبث أن وافق، وأرسل لِعمرو بن العاص الإمدادات، فتوجَّه الأخير بجيشه صوب مصر عبر الطريق الذي سلكه قبله قمبيز والإسكندر، مُجتازًا سيناء مارًا بِالعريش والفرما. ثُمَّ توجَّه إلى بلبيس فحصن بابليون الذي كان أقوى حُصون مصر الروميَّة، وما أن سقط حتَّى تهاوت باقي الحُصون في الدلتا والصعيد أمام الجُيوش الإسلاميَّة. وقد تمَّ لعمرو بن العاص الاستيلاء على مصر بسقوط الإسكندريَّة في يده سنة 21هـ المُوافقة لِسنة 642م. وعقد مع الروم مُعاهدة انسحبوا على إثرها من البلاد وانتهى العهد البيزنطي في مصر، وإلى حدٍ أبعد العهد الروماني، وبدأ العهد الإسلامي بِعصر الوُلاة؛ وكان عمرو بن العاص أوَّل الولاة المُسلمين.

## الدولة الأموية

الدولة الإسلامية بعد فتنة مقتل عثمان، المناطق الملونة باللون الأخضر هي التي يُسيطر عليها الخليفة علي بن أبي طالب، وأما الأحمر فهو ولاية الشام تحت سلطة معاوية بن أبي سفيان، والأزرق ولاية مصر تحت سلطة عمرو بن العاص.

في سنة 38 هـ سار عمرو بن العاص إلى مصر لضمها لسلطان معاوية بن أبي سفيان، وجهزه معاوية في ستة آلاف مقاتل. وكان محمد بن أبي بكر واليها المُعين من قبل علي. فاقتتل الفريقان، فانتصر جيش عمرو بن العاص وقُتل محمد بن أبي بكر على يد معاوية بن حديج. ثم سار عمرو إلى الفسطاط واستولى عليها في صفر سنة 38 هـ. فأقره معاوية واليًا عليها، وأعطاه إياها على أن يعطي عطاء الجند وما بقي فله، واستقرت ولاية مصر لعمرو بن العاص من جديد. روى ابن عساكر أنه لما صار الأمر كله في يدي معاوية استكثر طعمة مصر لعمرو ما عاش، ورأى عمرو أن الأمر كله قد صلح به وبتدبيره وبعنايته وسعيه فيه، وظن أن معاوية سيزيده الشام على مصر فلم يفعل معاوية، فتنكر له عمرو فاختلفا، وتدخل بعض المسلمين في الأمر وأصلحوا بينهما، واتفقا على أن تكون لعمرو ولاية مصر سبع سنين، وأن على عمرو السمع والطاعة لمعاوية. وتواثقا وتعاهدا على ذلك، وأشهدا عليهما به شهودًا، ثم مضى عمرو إلى مصر واليًا عليها، وذلك في أواخر سنة 39 هـ، فلم يمكث غير ثلاث سنوات تقريبا حتى مات وهو أمير عليها.:267: 270

## الدولة الطولونية
الدَّولةُ الطُّولُونِيَّة هي إمارة إسلاميَّة أسَّسها أحمد بن طولون التغزغزي التُركي في مصر، وتمدَّدت لاحقًا باتجاه الشَّام، لِتكون بِذلك أول دُويلة تنفصل سياسيًّا عن الدولة العبَّاسيَّة وتتفرَّد سُلالتها بِحُكم الديار المصريَّة والشَّاميَّة. قامت الدولة الطُولونيَّة خِلال زمن تعاظم قُوَّة التُرك في الدولة العبَّاسيَّة وسيطرة الحرس التُركي على مقاليد الأُمور، وهو ذاته العصر الذي كان يشهد نُموًا في النزعة الشُعوبيَّة وتغلُّب نزعة الانفصال على شُعوب ووُلاة الدولة مُترامية الأطراف، فكان قيام الدولة الطولونيَّة إحدى النتائج الحتميَّة لِتنامي هذا الفكر.
نشأ أحمد بن طولون نشأةً عسكريَّةً في سامرَّاء التي كانت حاضرة الخِلافة الإسلاميَّة حينها، ولمَّا عيَّن الخليفة أبو عبد الله المُعتز بالله الأمير بايكباك التُركي واليًا على مصر في سنة 254هـ المُوافقة لِسنة 868م، وقع اختيار بايكباك على ابن زوجته أحمد بن طولون لِيكون نائبًا عنهُ في حُكم الولاية. ومُنذُ أن قدم ابن طولون مصر، عمل على ترسيخ حُكمه فيها. وكان يتخلَّص من سُلطة الوالي الأصيل بِإغرائه بالمال والهدايا التي كان يُرسلها إليه. وعندما طلب إليه الخليفة أبو إسحٰق مُحمَّد المُهتدي بالله أن يتولَّى إخضاع عامل فلسطين المُتمرِّد على الدولة، سنحت لهُ الفُرصة التي كان ينتظرُها، فقد أنشأ ابن طولون جيشًا كبيرًا من المماليك التُرك والرُّوم والزُنوج ودعم حُكمه به. وقد أخذ من الجُند والنَّاس البيعة لِنفسه على أن يُعادوا من عاداه ويُوالوا من والاه. وبِفضل هذا الجيش استطاع أن يقضي على الفتن الداخليَّة التي قامت ضدَّه، واستطاع أن يرفض طلب وليُ عهد الخليفة أبا أحمدٍ طلحة بن جعفر المُوفَّق بالله الذي كان يستعجله إرسال المال لِيستعين به على القضاء على ثورة الزُنج بالبصرة. ومُنذُ ذلك الوقت أصبحت دولة ابن طولون مُستقلَّة سياسيًّا عن الخِلافة العبَّاسيَّة. وعندما طلب الخليفة إلى ابن طولون أن يتخلَّى عن منصبه إلى «أماجور» والي الشَّام، رفض ابن طولون ذلك، وتوجَّه إلى الشَّام وضمَّها إلى مصر.
لم يُفكِّر ابن طولون بعد استقلاله السياسي عن الخِلافة، بالانفصال الديني عنها لأنَّ الخِلافة مثَّلت في نظره وفي نظر جمهور المُسلمين ضرورة دينيَّة لاستمرار الوحدة الإسلاميَّة، ولِأنَّها تُشكِّلُ رمزًا يربط أجزاء العالم الإسلامي المُختلفة، فحرص على أن يستمرَّ الدُعاء للخليفة العبَّاسي على منابر المساجد في مصر والشَّام، واعترف بسُلطته الروحيَّة والدينيَّة. وشرع أحمد بن طولون في القيام بِأعمالٍ عُمرانيَّة تُعبِّرُ عن مدى اهتمامه الشديد بِمصر، وتعكس تطلُّعاته إلى إقامة إمارته الخاصَّة، فأسس ضاحيةً لِلفسطاط هي القطائع اتخذها عاصمةً لِإمارته، وبنى فيها مسجده المشهور، وقوَّى الجبهة الدَّاخليَّة من خِلال تنمية موارد الثروة، ومُضاعفة الدخل في ميادين الإنتاج، وأصلح أقنية الري، والسُدود الخرِبة. وبعد وفاة ابن طولون جاء ابنه خُمارويه الذي لم تُفلح دولة الخِلافة في أن تُزيح حُكمه عن الشَّام، فاضطرَّت إلى أن تعقد معهُ مُعاهدة صُلح ضمنت للدولة الطولونيَّة حُكم مصر والشَّام مُقابل جزية تؤديها. وبعد خُمارويه الذي مات اغتيالًا في دمشق، تولَّى الحُكم ولداه أبو العساكر جيش ثُمَّ هٰرون. ولم يكن هٰرون قادرًا على مُقاومة هجمات القرامطة الذين أخذوا يُغيرون على المُدن الشَّاميَّة، فاضطرَّ الخليفة أبو أحمد علي المُكتفي بِالله إلى أن يُنقذ دمشق من القرامطة بِجُيوشٍ يُرسلها من العراق. وكان انتصار المُكتفي على القرامطة تجربةً ناجحةً دفعتهُ إلى أن يتخلَّص من الحُكم الطولوني الضعيف، فوجَّه قُوَّاته البحريَّة والبريَّة إلى مصر، فدخلت الفسطاط وأزالت الحُكم الطولوني الذي دام 37 سنة، وأعادت مصر إلى كنف الدولة العبَّاسيَّة.

## الدولة الإخشيدية
الدَّولةُ الإِخشِيدِيَّةُ هي إمارة إسلاميَّة أسَّسها مُحمَّد بن طُغج الإخشيد في مصر، وامتدَّت لاحقًا باتجاه الشَّام والحجاز، وذلك بعد مضيّ ثلاثين سنة من عودة الديار المصريَّة والشَّاميَّة إلى كنف الدولة العبَّاسيَّة، بعد انهيار الإمارة الطولونيَّة التي استقلَّت بِحُكم الديار سالِفة الذِكر وفصلتها عن الخِلافة العبَّاسيَّة طيلة 37 سنة.
كان مُؤسس هذه الدولة مُحمَّد بن طُغج مملوكًا تُركيًا، عيَّنهُ الخليفة العبَّاسي أبو العبَّاس مُحمَّد الراضي بالله واليًا على مصر، فأقرَّ فيها الأمن والأمان وقضى على المُتمردين على الدولة العبَّاسيَّة، وتمكَّن من الحد من الأطماع الفاطميَّة بِمصر. فلمَّا تمكَّن من ذلك منحهُ الخليفة لقبًا تشريفيًا فارسيًا هو «الإخشيد» تكريمًا لهُ ومُكافأةً على عمله. وما لبث الإخشيد أن سار على طريق أحمد بن طولون مُؤسس الإمارة السابقة لِإمارته، فاستقلَّ بِمصر عن الدولة العبَّاسيَّة، واستولى على أغلب أجناد الشَّام عدا حلب التي تركها لِلحمدانيين. ثُمَّ ضمَّ الحِجاز إلى دولته، وكان ابن طولون قد حاول أن يضُمَّها إليه فلم ينجح. وكان الإخشيد واليًا حازمًا يقظًا خبيرًا بِالحرب، شديد الحذر والحيطة على نفسه، فاعتمد على جُنده وحرسه وخدمه.

### اضطراب الأوضاع الاقتصاديَّة في مصر
أدَّت الحالة الاقتصاديَّة المُتدهورة دورًا في تراجُع قُوَّة الإخشيديين. فقد شهدت مصر مُنذ سنة 352هـ المُوافقة لِسنة 963م حالاتٍ من الجفاف استمرَّت تسعة أعوام، سببها نقصٌ في فيضان النيل، ونتج عنها اختفاء القمح واضطراب الأسعار، وتزايدت أثمان الحُبوب والأقوات، واقترن بِذلك وباءٌ عظيم، وهلك الضعيف من النَّاس، وأكلوا الميتة والجيف، وكانوا يسقطون موتى من الجوع، وزاد الوباء وكثُر الموت، ولم يُلحق دفن الموتى، فكان يُحفرُ لهم حُفرًا ويُرمى فيها عدَّة كثيرة، ويُردم عليهم التُراب. وثقُلت وطأة الضرائب على السُكَّان وبِخاصَّةً في تنيش ودُمياط وعلى ساحل النيل. وقد أفقدت المجاعة والأوبئة واضطراب الأمن الحُكومة كُل هيبة واستقرار، ولا سيَّما حين عجزت عن دفع رواتب الجُند، وعن جمع الضرائب، ولم يكن لِلخليفة المُطيع في بغداد من القُوَّة ما يُمكِّنه من تولية على مصر من يشاء من الرجال الأقوياء القادرين على النُهوض بها وحل جميع المشاكل التي ضربتها، فتفاقمت الثورات، وتمنَّى الناس الخلاص ممَّا هُم فيه، فكانت تلك الفُرصة التي انتظرها الفاطميُّون طويلًا لِضم مصر إلى ممالكهم، فأخذ الخليفة الفاطمي أبو تميم معدّ بن المنصور المُعز لِدين الله يعُد العُدَّة لِغزو مصر واستخلاصها من يد العبَّاسيين.

### نهاية الحكم الإخشيدي
بعد وفاة الإخشيد، تولَّى أبو المسك كافور شُؤون الحُكم، نيابةً عن ولديّ الإخشيد: أُنوجور وعليّ. ولمَّا مات عليّ انفرد كافور بالحُكم، ونشط إلى توسيع رقعة إمارته مُستفيدًا من تضعضُع الدولة الحمدانيَّة، ورضى الخِلافة العبَّاسيَّة عنه. وقد استطاع كافور أن يصمد أمام هجمات الفاطميين القادمين من إفريقية. وأمضى كافور في الحُكم اثنين وعشرين سنة، من أصل 34 سنة من حياة الدولة الإخشيديَّة كُلَّها. استغلَّ كافور الظُروف السياسيَّة التي كانت قائمةً في أيَّامه لِمصلحته، فاستفاد من ضُعف الخِلافة في بغداد، ومن الخلاف الناشب بين أُمراء الدُويلات المُجاورة، وحافظ على التوازن في الصراع القائم بين الدولة العبَّاسيَّة المُتداعية في بغداد والدولة الفاطميَّة النامية في إفريقية. وبِموت كافور، ضاع التوازن السياسي الذي كان يُحافظ عليه. فقد خلفه أبو الفوارس أحمد، حفيد الإخشيد، وكان عمره أحد عشر سنة، ولم يستطع أن يُقاوم القُوَّات الفاطميَّة التي استولت على مصر، وأسقطت الدولة الإخشيديَّة. وبدأ في مصر والشَّام عهدٌ جديد هو العهدُ الفاطميّ.

## الدولة الفاطمية
كانت تحكم مصر في زمن ظهور الفاطميين الدولة الإخشيدية، ومنذ بداياتهم حاولوا عدَّة مرة الاستيلاء على مصر، فأرسلوا إليها حملاتٍ عسكريَّة في سنوات 302 و307 و321 و322 و332هـ، وقد تمكَّنت بعض هذه الحملات من السيطرة على أجزاءٍ كبيرة من البلاد، بل إنَّ بعضها نجحت بالاستيلاء على الإسكندرية، إلا أنَّ الفاطميين كانوا يضطرُّون للانسحاب في كلِّ مرَّة أمام جيوش محمد بن طغج الإخشيدي. رغم ذلك، كان هناك دعاةٌ منتشرون في مصر طوال العهد الإخشيديّ، يدعون الناس لاتباع الدولة الفاطميَّة.
إلا أنَّ الدولة الإخشيدية قد شهدت مع موت أحد آخر حكامها أبي المسك كافور الإخشيديَّ (سنة 357هـ) انحدارًا كبيرًا، ووصلت أنباء هذه الحال إلى معز الدين الفاطميّ، فبادرَ باستغلال الفرصة بإرسال جيشٍ فاطمي على رأسه جوهر الصقلي لضمِّ مصر إلى دولته. لم يبدي المصريُّون أيَّ مقاومة تذكر للفتح الفاطمي نتيجة هذه الأوضاع، وقد استبشروا بقدوم حكامٍ جددٍ لهم عوضًا عن الإخشيديين، خصوصًا بعد خطبة قالها جوهر الصقلي باسم معزّ الدين الفاطمي عندما دخل مصر، فقد قدَّم في هذه الخطبة وعوداً عديدة بينها تجديد سكَّة النقود لتجنُّب الغش فيها، وتخفيف الضرائب الشديدة التي فرضها الإخشيديون، وحماية المصريّين من خطر دولة القرامطة بالمشرق، ومنح أهل السنَّة الحرية بممارسة مذهبهم على طريقتهم.

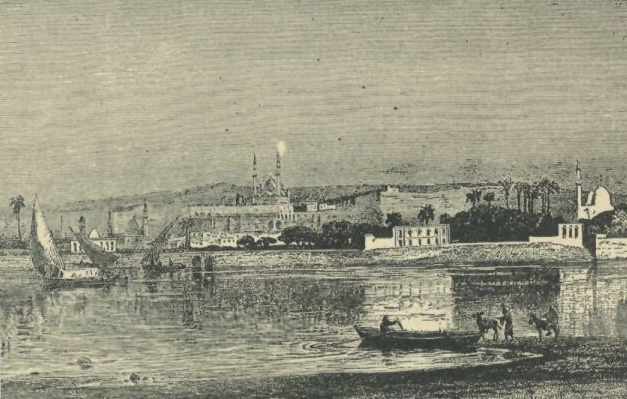
مدينة الفسطاط القديمة القريبة من القاهرة، والتي دخلها الفاطميُّون دون مقاومة بعد انهيار الدولة الإخشيدية.

جهَّز الفاطميون جيشًا من 100,000 جندي لأخذ مصر بقيادة جوهر الصقلي، وقد كان هذا الجيش متعددًا عرقيًا بدرجةٍ كبيرة، وصرف معزُّ الدين الفاطمي عليه ملايين الدنانير. وصل جوهر الصقلي أول دخوله مصر إلى بلدةٍ تسمَّى «منية الصيادين» تقع قربَ الإسكندرية، فاستقبله وفدٌ من أهلها على رأسه وزيرٌ إخشيديٌّ بارز يُدعَى «جعفر بن الفرات»، فسلَّموا له وقبلوا بأخذه بلادهم دون مقاومة. إلَّا أنَّ الحاكم الإخشيدي «أبا الفوارس بن الإخشيد» رفض الاستسلام، وبدأ بجمع جيشٍ لالتقاء الفاطميين، فسارعَ جوهر بالذهاب إلى قاضٍ معروف بالإسكندرية يدعى «أبا الطاهر محمد بن الأحمد» واستشاره بما يفعله مع الإخشيديين متذرِّعاً بالجهاد قائلًا: «مَا تَقُوْلُ فِيْمَن أرَادَ العُبُوْرَ إلى مِصْرَ لِيَمْضِيَ إلى الجِهَاد لِقِتَالِ الرُّوْمِ، فَمُنِعَ، أَلَيْسَ لَهُ قِتَالِهِمُ؟»، فوافق القاضي، وأصدر فتوى تحلُّ له قتال الإخشيديين. قاد ابن الإخشيد جيشًا في جهةٍ قريبةٍ من الجيزة، والتقى هناك بجيش جوهر، إلا أنَّ الفاطميين سرعان ما انتصروا ودخلوا الفسطاط، ثم فتحوا ما تبقَّى من مصر دون مقاومةٍ تذكر.

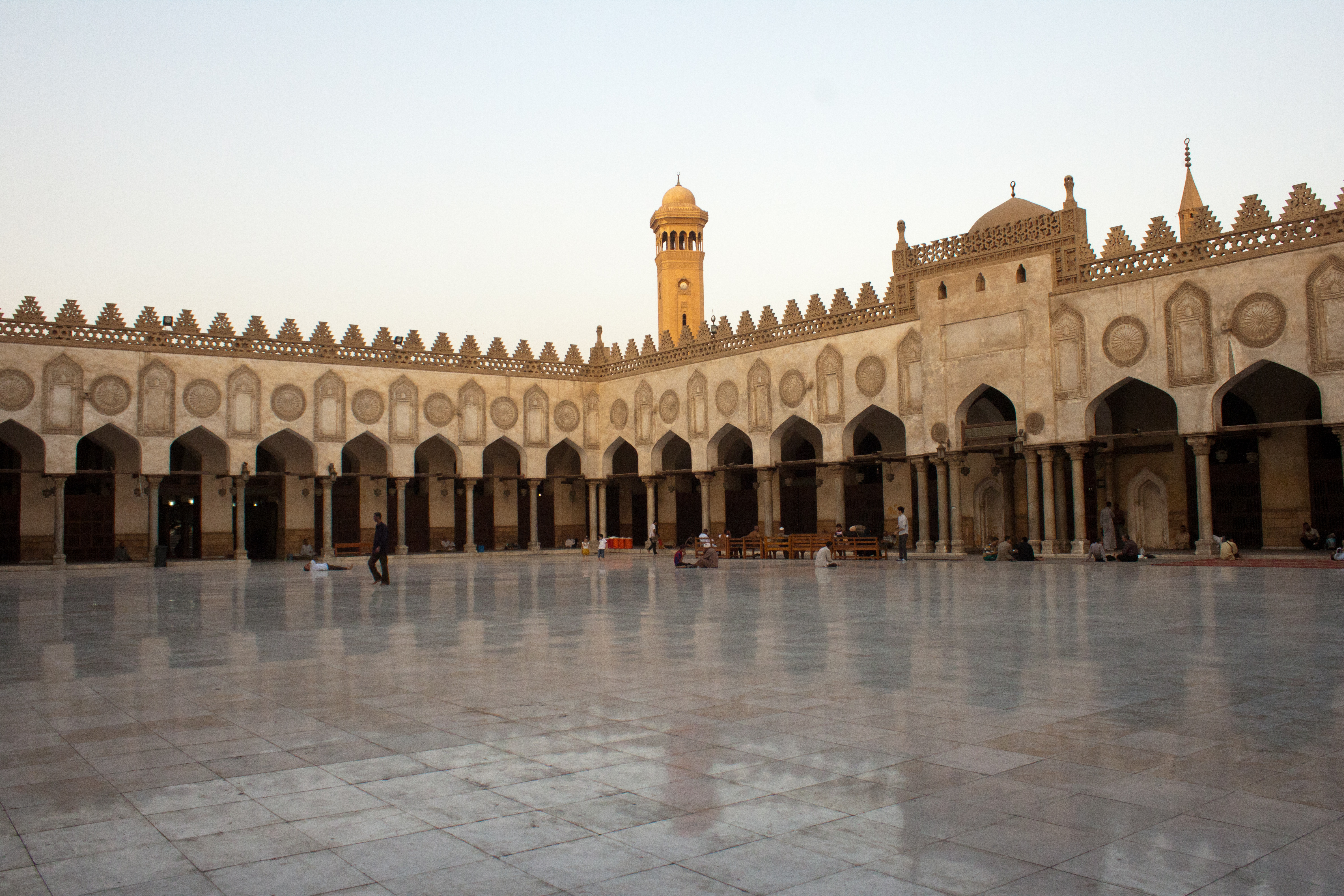
شُرِعَ ببناء الجامع الأزهر سنة 359 هـ، بعد نحو سنةٍ واحدة على ضمّ مصر إلى الدولة الفاطمية.

أمر جوهر الصقليُّ فور ضمِّ مصر ببناء مدينةٍ جديدةٍ ليستقرَّ فيها جنوده. وقد قسَّم المدينة الجديدة إلى أقسامٍ ليفصل كل مجموعةٍ عرقيَّة عن الأخرى، فكان هناك حيٌّ خاص بالأمازيغ، وواحد للصقالبة، وآخر للروم، وهلُمَّ جرًا. وبعد أن استقرَّت الأمور في مصر، قرَّر معز الدين نقل عاصمة دولته من المهديَّة بإفريقية إلى هذه المدينة الجديدة، وهكذا تأسَّست مدينة «القاهرة المعزِّيَّة» في 17 شعبان سنة 358 هـ(6) ودخل معز الدّين الفاطمي مصر في سنة 362هـ المُوافقة لسنة 972م، لتصبح مقرَّ حكم الفاطميين حتى نهاية دولتهم.
قبل أن يرحل المعزّ لدين الله عن إفريقية لينتقل إلى عاصمته الجديدة في مصر، عيَّن بلكين بن زيري واليًا عليها مكانه، وكان ذلك في سنة 362هـ المُوافقة لسنة 972م. بعد أن استقرَّت الأمور في مصر للفاطميِّين، انتقل صراعهم إلى دولة القرامطة في الشَّرق. فقد غزا القرامطة بدعمٍ بويهيٍّ مصر عدَّة مرات، وكادوا يصلون إلى القاهرة، لكنَّ جوهر الصقلي نجح بصدّ هجماتهم.

### الهجومالصليبيونهاية العصر الفاطمي
بِتولّي صلاحُ الدين منصب الوِزارة في مصر، كآخر وزيرٍ سُنيٍّ في الدولة الفاطميَّة، وصل المدُّ السُنيّ الذي بدأهُ السلاجقة قبل نحو مائة سنة، وأكمله ورثتهم الزنكيّون، إلى مصر. كانت البلاد تجتاز مرحلةً خطيرةً في تاريخها. فالدولة الفاطميَّة لا زالت موجودة يُساندها الجيش الفاطميّ وكبار رجال الدولة، والخطر الصليبي كان جاثمًا على مقربة من أبواب مصر الشرقيَّة، فكان عليه أن يُثبِّت أقدامه في الحُكم، ليتفرَّغ لِمُجابهة ما قد ينشأ من تطوراتٍ سياسيَّةٍ. ولم يلبث أن أظهر مقدرةً كبيرةً في إدارة شؤون الدولة، ونفَّذ عدَّة تدابير كفلت له الهيمنة التامَّة، فاستمال قُلوب سُكَّان مصر بما بذل لهم من الأموال والإصلاحات، فأحبوه، وأخضع مماليك عمّه أسد الدين شيركوه، وسيطر بشكلٍ تامٍّ على الجُند، بعد أن أحسن إليهم، وقوّى مركزه بما كان يمُدُّه به نورُ الدين محمود من المُساعدات العسكريَّة. وقد أدَّت التدابير التي نفَّذها صلاحُ الدين إلى تقوية قبضته على مُقتدرات الدولة، وزادت من تراجع نُفوذ الخليفة العاضد لدين الله، وبالتالي مركز الإمامة، وقد أدرك أنَّ نهج صلاح الدين في الحُكم سوف يقضي، في حال استمراره، على الدولة الفاطميَّة عاجلًا أو آجلًا، فحاول الاتصال بعمّوري الأوَّل، ملك بيت المقدس، لتحريضه على مُهاجمة مصر، آملًا، في حال الاستجابة، أن يخرج صلاحُ الدين إلى لقائه، فيقبض هو على من يبقى من أصحابه في القاهرة، ويثب على منصب الوِزارة. غير أنَّ صلاح الدين علم بِخيوط المؤامرة، فقبض على مؤتمن الخِلافة وترقَّب الفُرصة للتخلُّص منه، غير أنَّ أنباء اهتزاز مركزه في مصر شجَّعت الصليبيين على القيام بمُحاولةٍ أُخرى لمُهاجمة البلاد.

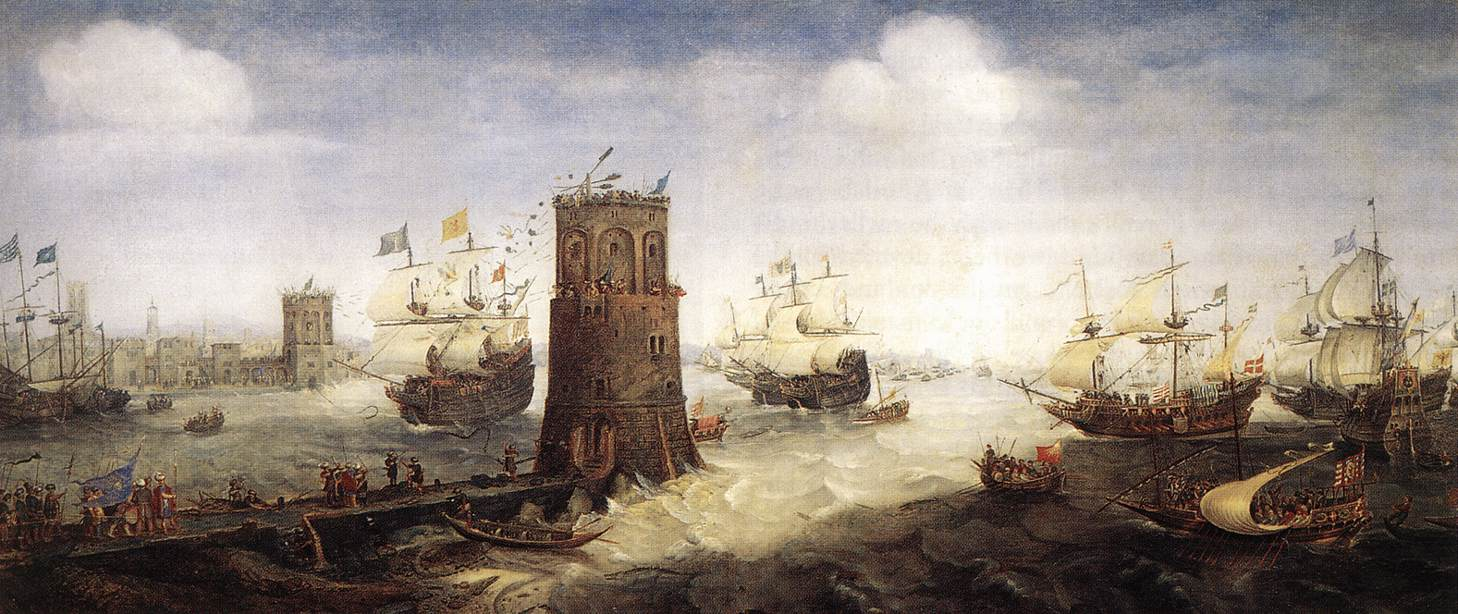
حصار دمياط من قبل الأسطول الصليبي والبيزنطي.

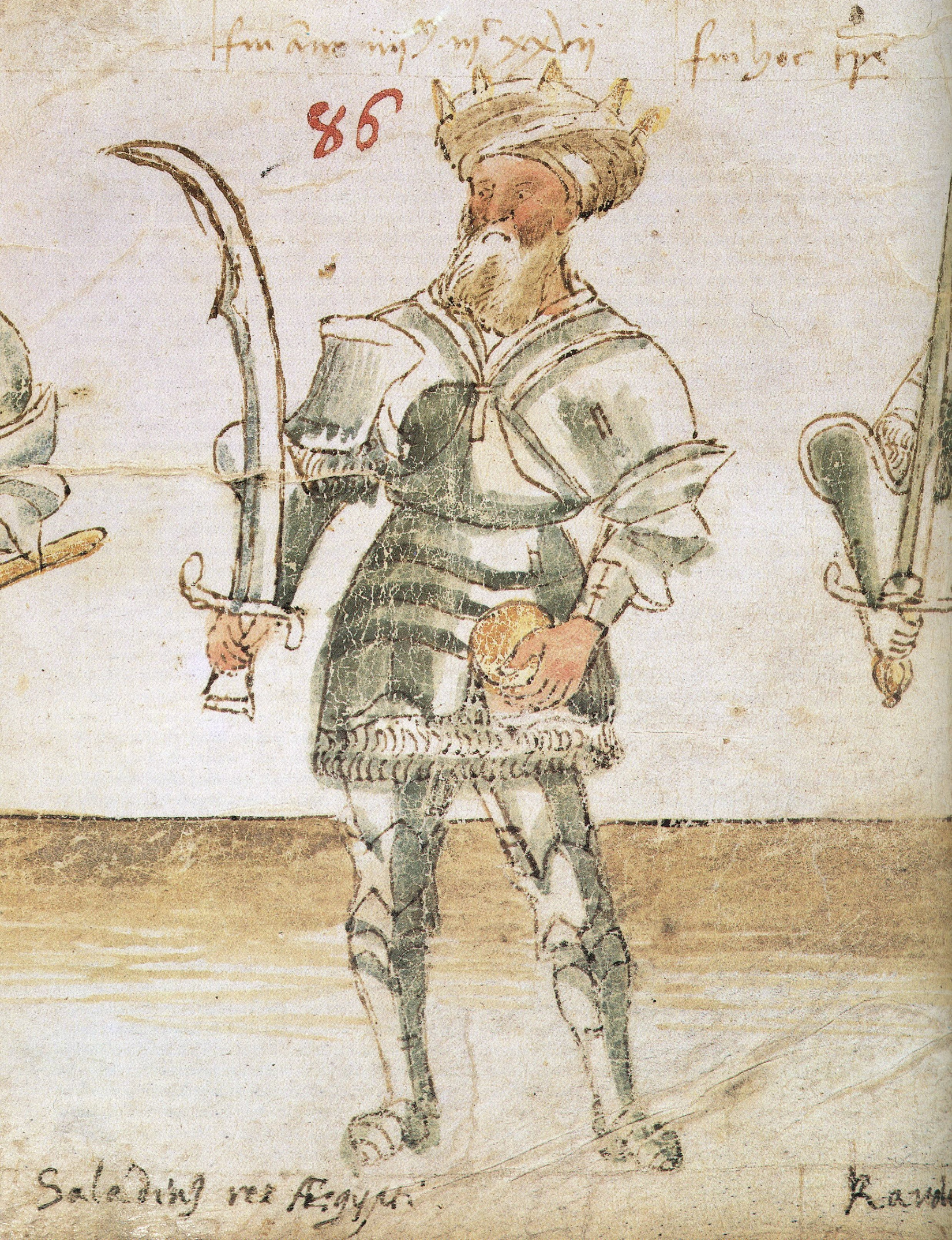
رسم «صلاحُ الدين ملك مصر»، من مخطوطة كتابيَّة تعود للقرن الخامس عشر الميلاديّ.

أدرك عمّوري الأوَّل خُطورة الوضع بعد أن تمكَّن نور الدين الزنكي من توحيد الشَّام ومصر تحت سُلطانه، وشعر الصليبيّون بالخطر، فحاول الملك عمّوري الاستعانة بالغرب الأوروپي وطلب منهم الإسراع بالقيام بحملةٍ صليبيَّةٍ جديدةٍ. على أنَّ الأوضاع السياسيَّة في غربيّ أوروپَّا، آنئذٍ، لا سيَّما فيما يتعلَّق منها بالنزاع بين البابويَّة والإمبراطوريَّة الرومانيَّة المُقدَّسة، اضطرَّت عمّوري الأوَّل إلى الالتفات نحو الإمبراطوريَّة البيزنطيَّة طالبًا مُساعدة قيصر الروم الإمبراطور عمانوئيل الأوَّل كومنينوس. وكان الإمبراطور سالف الذِكر أشد حماسًا من الصليبيين لغزو مصر، ولم يكن أقل انزعاجًا لاتحاد الشَّام ومصر تحت راية الزنكيين، ما أدّى إلى انقلابٍ في توازن القوى بالمشرق، فعرض على عمّوري الأوَّل تعاون الأسطول البيزنطي في الحملة التالية، فوافق الملك على هذا الاقتراح، وتمَّ إعداد أسطولٌ مُدجج بالرجال والسلاح، وأبحر من القُسطنطينيَّة مُتجهًا إلى دُمياط. كان صلاحُ الدين قد تلقَّى تحذيرًا مُبكرًا بالغ الكفاية عن الحملة، فاستعد لمُواجهتها وحصَّن الإسكندريَّة والقاهرة وشحن بلبيس بالعساكر اعتقادًا منه أنَّ هذه الحملة سوف تسيرُ على درب الحملات السَّابقة، وبقي في القاهرة خشية قيام مؤامرةٍ فاطميَّة ضدَّه، وحتَّى يكفل الأمن لنفسه، أمر بإلقاء القبض على مؤتمن الخِلافة وإعدامه، ثُمَّ عزل موظفي القصر من السودان المعروفين بولائهم للخليفة الفاطمي العاضد لدين الله، وأحلَّ مكانهم رجالًا من أتباعه.

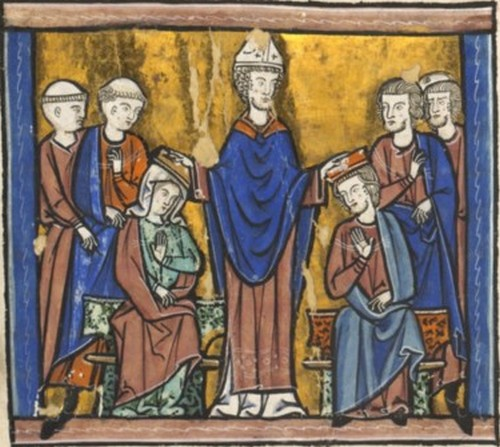
مُنمنمة أوروپيَّة للملك عمّوري الأوَّل، ملكُ بيت المقدس وزعيم الحملة الصليبيَّة - البيزنطيَّة على مصر أواخر العهد الفاطميّ.

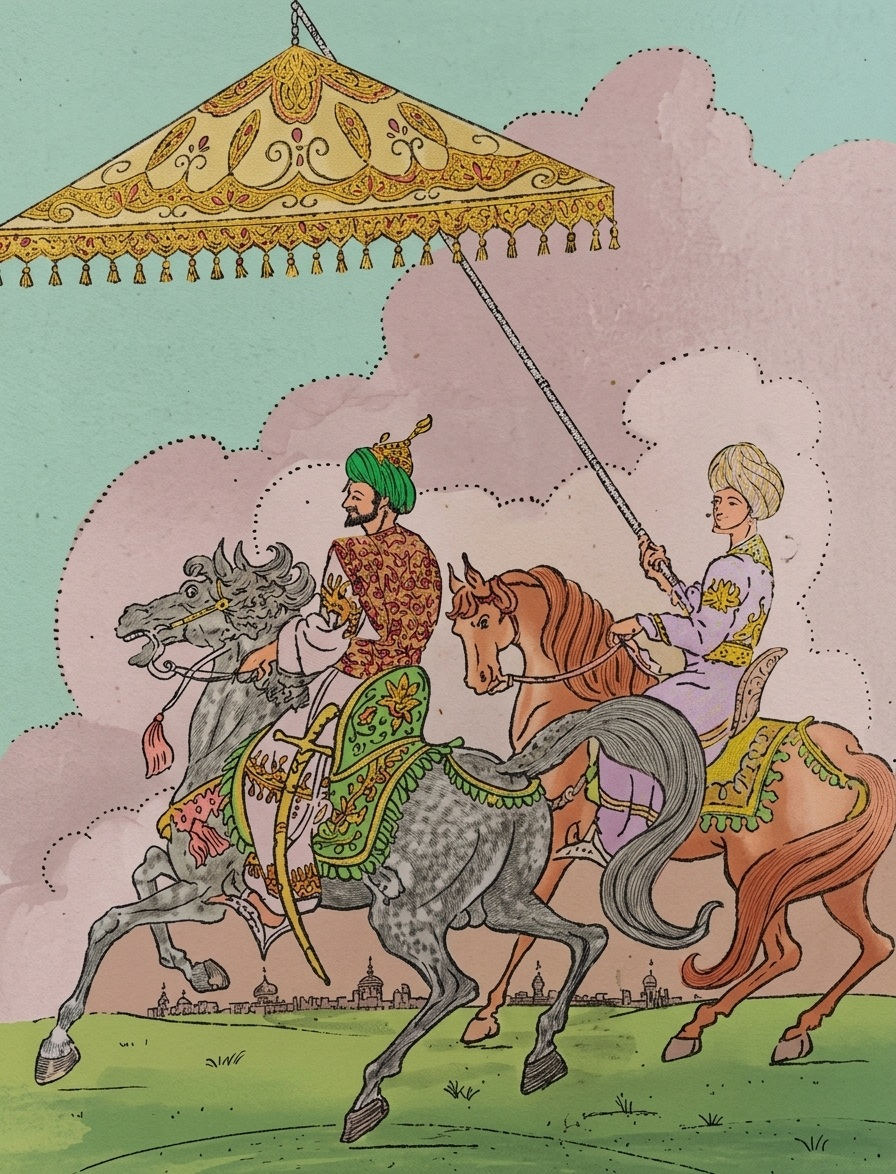
رسمٌ تخيُلي لِآخر الخُلفاء الفاطميين العاضد لِدين الله على صهوة جواده، يتبعه خادمه.

وفي يوم 1 صفر 565هـ المُوافق فيه 25 تشرين الثاني (نوڤمبر) 1169م، وصل الصليبيّون والبيزنطيّون إلى دُمياط، وما أن علم صلاحُ الدين بوصول القوَّات المُتحالفة إلى المدينة سالِفة الذِكر حتّى أرسل إليها الرجال والسلاح والمؤن، كما أرسل عددًا من السُفن الحربيَّة اتخذت طريقها نحو الشمال في فرع دمياط من نهر النيل، وبعث في الوقت نفسه رسالة إلى نورُ الدين محمود الزنكي في دمشق يُخبره بما حدث، ويلتمس منه المُساعدة، فسيَّر إليه نورُ الدين العساكر تباعًا، كما قام بالإغارة على مواقع الصليبيين في الشَّام لتخفيف الضغط عن دُمياط. وعلى الرُغم من الاستعدادات الكثيرة والتحضيرات الكثيفة، فشلت الحملة المُشتركة في تحقيق أي هدفٍ من أهدافها لعدَّة عوامل واضطرَّ الملك الصليبي وقيصر الروم أن يطلبا الصُلح، وانسحبا عائدين إلى بلديهما يوم 28 ربيع الأوَّل 565هـ المُوافق فيه 12 كانون الأوَّل (ديسمبر) 1169م، بعد أن مكثا بجيوشهما أمام دُمياط أكثر من خمسين يومًا. بعد هذا النصر، أرسل نورُ الدين الزنكي إلى صلاحُ الدين يطلب منه أن يقطع الخِطبة للفاطميين ويُرجعها للخليفة العبَّاسي، فاعتذر له بالخوف من وثوب أهل مصر وامتناعهم عن الاستجابة إلى ذلك لميلهم إلى العَلَويين، إذ أنَّ المؤثرات الشيعيَّة في مصر كانت قويَّةً في ظل الحُكم الفاطميّ الذي استمرَّ قرنين من الزمن. لكنَّ نورُ الدين أصرَّ على تابعه أن يفعل ذلك في سبيل تحقيق الوحدة الإسلاميَّة والاستفادة من إمكانات مصر الاقتصاديَّة والبشريَّة في الجهاد ضدَّ الصليبيين، وأرسل إليه إنذارًا نهائيًّا. ورأى صلاحُ الدين أن يستجيب لطلب سيِّده في دمشق نظرًا لأنَّ الغالبيَّة العُظمى من سُكَّان مصر لم تتشيَّع، ولأنَّ الدولة الفاطميَّة أصبح من الواضح أنها تلفظ أنفاسها الأخيرة، ولم يعد لديها القدرة على التحرُّك بعد القضاء على الجُند السودان. وجاءت الخُطوة الحاسمة يوم 7 مُحرَّم سنة 567هـ المُوافق فيه 10 أيلول (سپتمبر) سنة 1171م، عندما قطع صلاحُ الدين الخِطبة بمصر للخليفة الفاطمي وأقامها للخليفة العبَّاسي، وأعاد السَّواد شعارُ العبَّاسيين. وقد تمَّ هذا التحوّل بهُدوء تام، وبذلك عادت مصر إلى كنف الدولة العبَّاسيَّة، وأُعيدت الوحدة المذهبيَّة في الشرق الأدنى. وكان العاضد لدين الله أثناء ذلك يحتضر، فلم يشأ صلاحُ الدين إزعاجه ومُضاعفه همّه، فأمر رجاله بألَّا ينهوا إليه بالأنباء. ولم تكد تمضي أيَّام على قطع الخِطبة للفاطميين حتّى توفي الخليفة العاضد لدين الله، فكانت تلك نهاية الدولة الفاطميَّة فعليًّا بعد أن دامت 262 سنة.

## الدولة الأيوبية
الدولة الأيوبية هي دولة إسلامية نشأت في مصر، وامتدت لتشمل الشام والحجاز واليمن والنوبة وبعض أجزاء المغرب العربي. يعتبر صلاح الدين يوسف بن أيوب مؤسس الدولة الأيوبية، كان ذلك بعد أن عُيِّن وزيرًا للخليفة الفاطمي العاضد لدين الله ونائبًا عن السلطان نور الدين محمود في مصر، فعمل على أن تكون كل السلطات تحت يده، وأصبح هو المتصرف في الأمور، وأعاد لمصر التبعية للدولة العباسية، فمنع الدعاء للخليفة الفاطمي ودعا للخليفة العباسي، وأغلق مراكز الشيعة الفاطمية، ونشر المذهب السني.
توفي صلاح الدين عام 589 هـ بعد أن قسم دولته بين أولاده وأخيه العادل، ولكنهم تناحروا فيما بينهم، وظل بعضهم يقاتل بعضًا في ظروف كانت الدولة تحتاج فيها إلى تجميع القوى ضد الصليبيين. بعد وفاة العادل تفرقت المملكة بين أبنائه الثلاثة وتولى الكامل حكم مصر، لم يكد يتوفى العادل أبو بكر حتى انهال الصليبيون على مصر في ثلاث حملات صليبية متتابعة جعلت الكامل محمد على أن يتنازل طواعية عن بيت المقدس للملك فريدريك الثاني سنة 625 هـ الموافق 1228م.
وُلِّي بعد وفاة الكامل محمد أخوه الصالح أيوب وذلك سنة 637 هـ. في آخر حياة الصالح أيوب هجمت الحملة الصليبية السابعة على مدينة دمياط يقودها لويس التاسع ملك فرنسا سنة 647 هـ، فرابط الصالح أيوب بالمنصورة، وهناك أصيب بمرض شديد تفاقم عليه حتى مات، فأخفت جاريته أم خليل الملقبة بشجرة الدر خبر موته وأرسلت لولده الأمير توران شاه وكان بالشام، فقاد الجيوش المصرية وحقق انتصارًا كبيرًا على الصليبيين، وأسر ملكهم لويس التاسع. لما حقق توران شاه انتصاره على الصليبيين استدار إلى زوجة أبيه وباقي قادة الجيش وكانوا جميعًا من المماليك البحرية، وخطط للتخلص منهم وعزلهم، جعلت هذه الأمور شجرة الدر تتآمر مع المماليك على قتل توران شاه، فهاجموه في ليلة 28 محرم 648 هـ الموافق 2 مايو 1250م وقتلوه، وبذلك انتهت الدولة الأيوبية.

## المماليك
تعريف المماليك
يعرف المماليك بأنهم ناس خدموا العديد من الإمبراطوريات كانوا يحندوهم العد وكانوا يأتون من أوروبا الشرقية والقوقاز وكان معظمهم غير مسلمين يجندوا بعد أعتناقهم الإسلام ومن ومن أشهر من جندهم العباسيون في بغداد وكانوا يدربون في سلاح الفرسان .
بداية بناء الدولة المماليك في مصر
كانت مصر تحت قيادة القائد صلاح الدين الإيوبي وكان المماليك جزء من الجيش بأضافة إلى التركمان والاتراك وبقي المماليك في الجيش حتى بانتهاء عهد صلاح الدين الإيوبي، حيث ورد في أحاديث بأن الملك صالح الإيوب بجذب المماليك الأتراك إليه لحمايته من انقلاب أفراد الأسرة والحماية من هجمات الصلبيين وتوفي الصالح الإيوب بعد حكم تسعة أعوام من سنة 1240م إلى 1249 م
وبدأ الصراع بين الورثة الشرعيين على الملك وقادة المماليك وفي الآخر انتصر المماليك واستطاعوا السيطرة على حكم مصر وجعلوا من القاهرة عاصمة لهم ومركز إسلامي وثقافي واقتصادي.